# 1630年代
| 千纪： | 2千纪                                                                                            |
| 世纪： | 16世纪 \| 17世纪 \| 18世纪                                                                       |
| 年代： | 1600年代 \| 1610年代 \| 1620年代 \| 1630年代 \| 1640年代 \| 1650年代 \| 1660年代                 |
| 年份： | 1630年 \| 1631年 \| 1632年 \| 1633年 \| 1634年 \| 1635年 \| 1636年 \| 1637年 \| 1638年 \| 1639年 |

## 大事记
- 1630年7月——神聖羅馬帝國勢力擴張到波羅的海，神聖羅馬帝國雇用的波希米亞貴族華倫斯坦計劃在波羅的海建立一支強大的艦隊，瑞典國王害怕從此神聖羅馬帝國會超越瑞典在波羅的海的優勢地位。因此在法國的資金援助下，在波美拉尼亞登陸，從而開始了三十年戰爭的第三階段——瑞典階段。

- 1631年9月17日——布賴滕費爾德戰役，瑞典國王古斯塔夫二世·阿道夫與布蘭登堡和薩克森選帝侯聯合，於布賴滕費爾德會戰打敗了神聖羅馬帝國的軍隊，佔領了波美拉尼亞。

1632年
- 凌濛初刊行二刻拍案驚奇。
- 熊本藩大名加藤忠廣（加藤清正之子）遭德川幕府改易。
- 瑞典軍佔領美因茨、奧格斯堡和慕尼黑。
- 呂岑會戰 (1632年)，瑞典戰勝神聖羅馬帝國，但其國王古斯塔夫二世·阿道夫陣亡，自此再無進攻能力。

- 皇太极在1636年改国号为清。

## 出生
- 1630年，查里二世，英格蘭王國國王。
- 1633年，詹姆斯二世，英格蘭王國國王。
- 1638年，顺治帝，清朝第二位皇帝。
- 1638年，路易十四世，法蘭西王國國王、納瓦拉王國國王。